# 臺式漢餅
臺式漢餅是指台灣在地發展的漢餅種類。

## 歷史
台灣人吃糕餅的習慣是隨著福佬人、客家人移民而來，當時生活困窘只求溫飽，多以米至糕粿為主，少見烤餅類。清中葉後移民人口漸多，生活漸趨安穩，始有糕餅店出現，因原料有限，此時糕餅口味單純，多以麵粉加糖製成，內餡常是簡單的糖、蒜蓉、番薯等。
台灣日治時期，日式和果子、黑糖糕、羊羹等傳入台灣，影響此時的糕餅口味大多偏甜。此時因日人製餅技巧傳入、博覽會頻繁，使得糕餅業蓬勃發展。
戰後初期，糕餅店多屬小商店經營，1979年開放觀光後，引進新技術、原料、經營理念，糕餅店更發展出連鎖的經營模式。
1980年代，受全球化影響，國人飲食習慣西化，縮減傳統糕餅市場。1977年超群麵包西餅首度將西餅引進台灣，因樣式新穎、手工細緻，改變台灣以肉餅為喜餅的習慣，嚴重瓜分漢餅的市場。
之後，本土化的觀念興起，在中華民國行政院提出「文化產業化，產業文化化」的號召下，糕餅業積極開發新產品，並與全國各地方政府合作，結合在地特色，如：台中市政府年年舉辦「台中糕餅節暨太陽餅文化節」、苗栗縣政府結合客家傳統麻糬，推廣「麻糬餅」成為苗栗的糕餅代表。至此，傳統糕餅因其獨特的復古氣息及地方文化特色而重獲大眾喜愛。
而各地的特色餅類，結合傳統與創新，繼續開創新的天地，並且經不斷改良，成為更貼合現代口感又具有地方特色的精緻小點。
現今隨著網路發達，網購、宅配成為新的購物方式，也讓許多原本不堪負荷店面、人力成本的傳統老店多了新的銷售管道。

## 北部

### 基隆
咖哩酥是以咖哩粉製作的外皮，內包肉燥製成的咖哩酥餅，是基隆百年名店李鵠的特色招牌，更是許多基隆人的回憶。
綠豆沙餅為一甜餅，內餡採用十分綿密細緻的綠豆沙，是用來配茶的餅。

### 宜蘭
牛舌餅因形似牛舌而得其名，將麵粉、砂糖、蜂蜜混合揉成的餅，有分較薄與較厚的，現今也有許多特殊口味，例如：竹炭、乳酪、芝麻
三星蔥燒餅是以宜蘭在地農特產品所研發的口味，將蔥花加入燒餅之中製成。
金棗酥有別於傳統的豆沙或棗泥，突破傳統做法，改用椰蓉和金棗做為內餡，內餡金黃，故又名為黃金酥。

### 台北市
綠豆椪以綠豆茸為基底，包裹滷肉和紅蔥頭、香菇等，先炸再炒製成的鹹料。是台灣相當受歡迎的餅類。因其烘烤時減少翻面次數，引此表面的餅皮會凸起，故名「椪」。碰為台語發音，有膨脹、鼓起之意。
墨條酥為長條形墨黑色，外觀酷似文房四寶之一的墨條，餅皮方面以健康食材「竹碳粉」添加製成，內餡則為鳳梨醬。
秦皇酥是改良版的鳯梨酥,以綠茶為基底，加入麻糬增加及鳯梨增加香氣，口味清淡，綠茶香味泗溢，別有一番風味。
水果酥酷似鳳梨酥的外皮，但內裡經過改良，不是用傳統的冬瓜或鳳梨，改用蔓越莓、哈密瓜、梅子、草莓等等

### 新北市
伍仁酥以其豐富內餡得名，內餡包含腰果、核桃、松子、夏威夷豆、瓜子仁，五種餡料合而為一，充滿咬勁的口感，另外也有採用杏仁、瓜子、松子、白芝麻、花生五種內餡的伍仁餅。
白豆沙餅是採用白鳳豆研磨成粉製成，非常綿密，味道偏甜，屬於配茶甜點。

### 桃園
八塊餅是桃園八德特色餅，發想原自「八德市」的舊名「八塊」。其外皮採用起司酥皮去製作，內餡則包入香菇、肉鬆、蘿蔔乾及麻糬。
土地公餅是因應桃園許多土地公廟而創生的在地餅，由麵粉、奶油、辣乾貝醬、蝦米、豆沙、砂糖製成，微辣的口感為其特色。

### 新竹

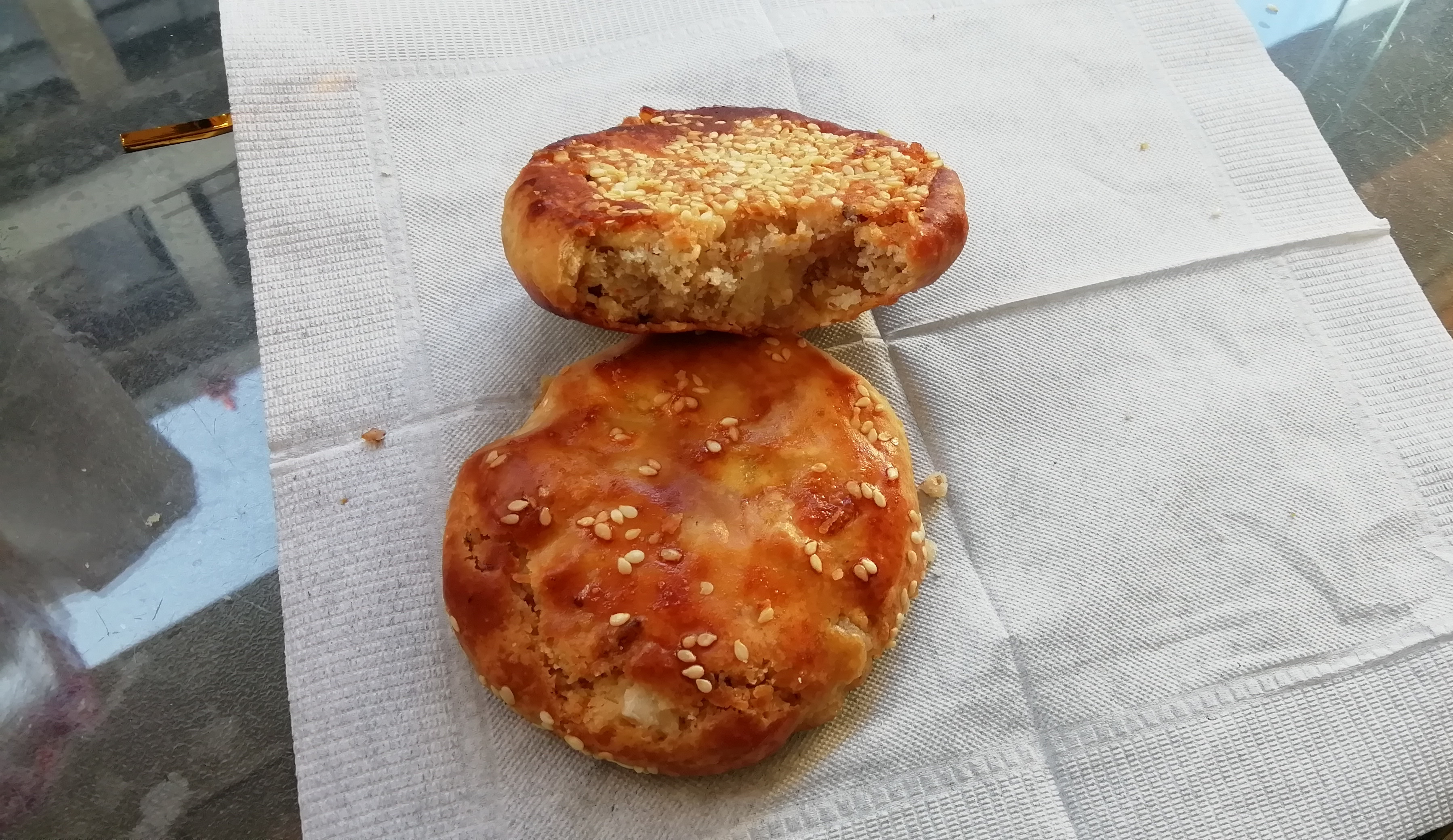
竹塹餅，又名新竹餅；為新竹代表性食品

竹塹餅一開始的發想是將包肉粽的原料拿來包入餅中，經過不斷研發，將蔥、豬肉的香味完美結合。
月光餅以早年在台灣相當便宜卻營養的地瓜製成，蒸煮熟了之後再拌糖攪和，增加口感也更便於保存。
擂茶餅以綠茶、芝麻、花生、松子仁、葵花子仁、等豐富的材料製成，外皮不像傳統餅類，口感香濃更增添養生保健功能。發想自客家文化中的擂茶，乃是由綠茶、芝麻、花生等食材泡成的特殊風味茶。
米齊粑為客家傳統食物，類似麻糬的口感，由此開發融合肉鬆、芝麻、香蔥、紅豆等食材的米齊粑餅。

## 中部

### 苗栗
肚臍餅使用豆沙餡為底，加入地瓜製成，因外觀酷似肚臍而得名，據傳是日據時代一位來台的日本人，因思念和果子而製作的。
木頭餅是結合三義木雕藝術與糕餅的創意餅類，以麵粉、糖、蛋、紅豆、奶油製成，外觀神似一截木頭而得名。
木雕餅與木頭餅有異曲同工之妙，惟其內餡使用擂茶與金桔，表現客家風情。
桐花餅以香蘭豆、乳酪作為內餡，嚐起來口感鬆軟，甜而不膩。香蘭葉的綠色代表桐花的花苞，黃色的乳酪則是取花蕊的意象。外觀更印上桐花圖樣。

### 台中餅
太陽餅源自清朝的麥芽膏餅，太陽餅特色為多層次的酥薄餅皮，以及甜而不膩的麥芽內餡，外觀為奶黃色圓型，形似太陽得其名。另一說為像日本太陽旗。
鳳梨酥以扎實的外殼包裹冬瓜及鳳梨膏內餡，一直以來備受台灣人喜愛。因其有旺來之意，十分適合送禮。進來更以台灣土鳳梨入餡，提升其口感，並發揚至海外。
芋頭酥以大甲當地盛產的芋頭為餡，包入蛋黃或麻糬等料，也有單純只有芋頭餡的口味。  
奶油酥餅與太陽餅略有相似，以天然奶油、酥餅皮、麥芽作為內餡，現今也發展出焦糖牛奶、咖啡等口味。以往有一俗諺：「拜酥餅有庇佑、吃酥餅保平安」。

### 彰化
伊豆酥選用紅豆、綠豆、黑豆製成內餡，除了磨成豆沙，也保留整顆豆子增加口感。
鳳凰酥是在土鳳梨酥中加入整顆蛋黃，甜鹹交錯的滋味使他也廣受人喜愛。

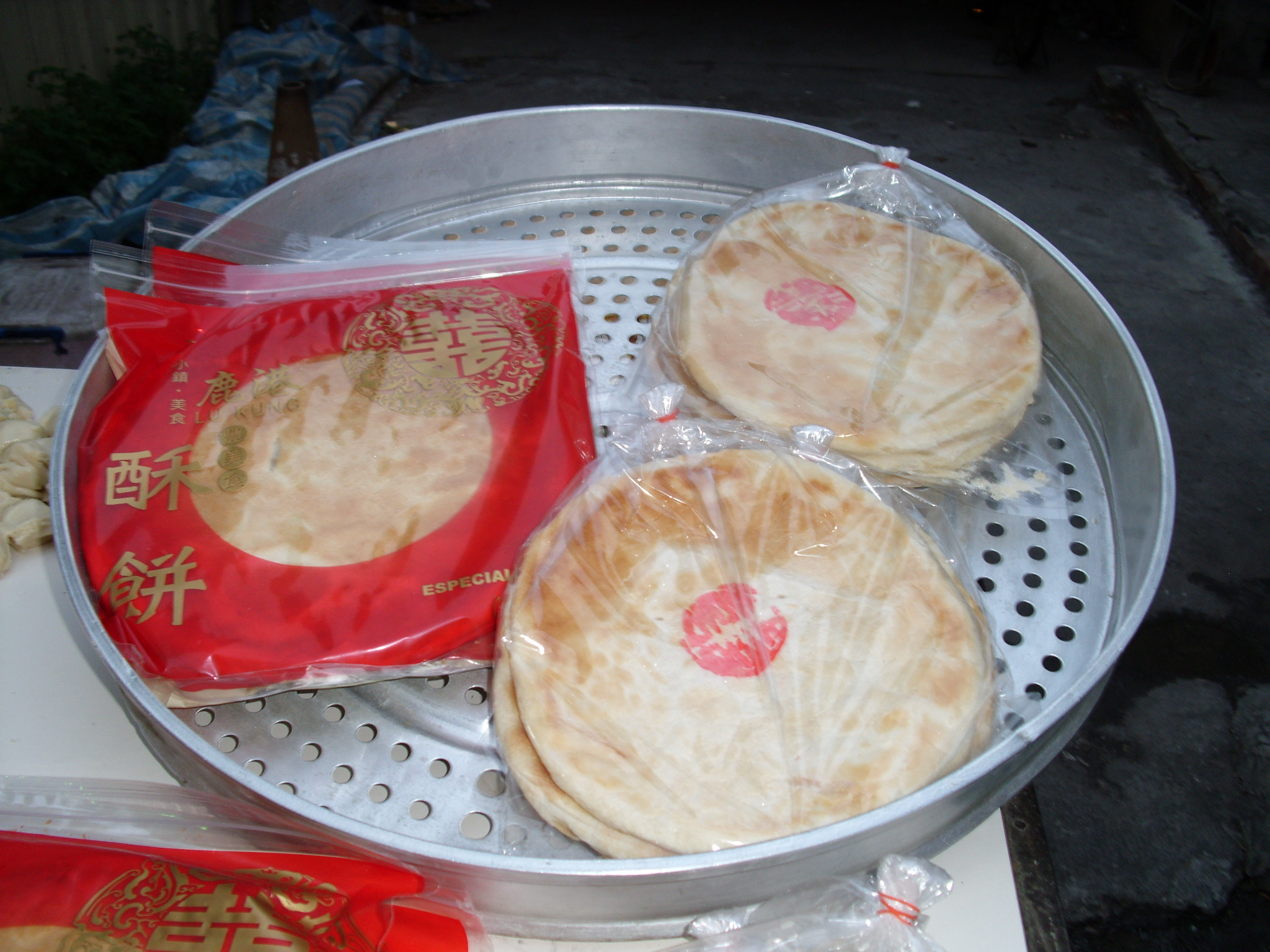
大酥餅

牛舌餅因形似牛舌而得其名，主要知名於鹿港。
大酥餅最傳統的麥芽餡訂婚大餅。

### 雲林
北港發酵餅是當年往來笨港的商人常攜帶的餅類，因其不易腐壞以及有防止暈船嘔吐之效果，其製作原料非常簡便，僅有麵粉、糖、酵母粉。

### 南投
白雪酥是以杏仁粉為內餡，有濃厚杏仁風味的甜點。另外有些加入蓮藕、松子增添風味。也有以馬鈴薯粉最為主原料者。
藍田酥餅的外層酥皮裡包裹著地瓜、芋頭、麻糬的餡料，使用地瓜、芋頭與麻糬象徵在台灣這塊土地上，不同族群的人都能互相融合。名字則是取自南投藍田書院 。

## 南部

### 嘉義
鳥仔餅是早期社會的產物，每次祭祀，免不了要供上牲禮，但並非每戶人家都有錢買魚、肉，於是人們便製作了形體看似鳥型的鳥仔餅。
蒜頭餅的內餡結合麥芽和大蒜瓣製成，當初是嘉義蒜頭村農民早出晚歸果腹的點心，後來許多出外謀生的嘉義人回鄉都要吃此餅，因此又有別名「回鄉餅」。
火車餅來自奮起湖，當初奮起湖因為有火車而繁榮起來，當時以蜂蜜取代傳統糖類，並在餅上印上火車圖樣，取名火車餅。  

### 台南
古月餅是把炸過油的肉渣當餡，然後在做成的餅乾上撒胡椒粉增爽口不膩，傳到後來，就有人將「胡」字拆開來稱它為「古」「月」而稱古月餅。另外又有一個名字叫「招呼餅」。
椪餅以白糖、黑糖作為內餡，香氣十足。椪餅中空，吃的時候在餅中央敲破一個洞，打入雞蛋，再以麻油慢煎至雞蛋全熟後食用，古時產婦坐月子時會吃這個補身體，也讓他有了「月內餅」的稱呼。
沙西餅以川芎、肉桂、蒜頭製成。因其模樣是半圓形的，像古時婦女的梳子（台語）而得名。

### 高雄
舊振南的綠豆椪有台式月餅之稱，是用非基改綠豆仁經過泡、洗、濾、蒸、壓、煮、炒7道繁複手工程序，製成酥鬆綿密的清香綠豆沙餡，深受消費者喜愛，到了中秋節更是供不應求，每年熱銷100萬顆以上。
旗鼓餅是以日本傳統的「造型燒」 為樣本，餅型設計宛如一張鼓，內餡則有芋仔、蕃薯、紅豆三種口味，有外省本省族群融合的意味，而外觀以各國國旗裝飾，也象徵著海港人對國際多元融合過程的陳信任。旗鼓餅的「旗」與「鼓」，指的是旗津與鼓山，因為高雄最早就發源於這兩地。
木棉酥的構想是來自於高雄市花 「木棉花」。以木棉花的花型為外觀，內餡以高纖與有機食材制作，包含金橘、藍莓、杏仁、哈密瓜等四種年輕口味。 打狗餅取名於高雄舊名，其特色在於口味多元化，包刮蔓越莓、鳳梨、桂圓、養生果仁及白巧克力等十多種口味。

## 東部

### 花蓮
唱片餅因外型像唱片而得名，又有另一名「雷古多」取自日文留音機的翻譯，其以特殊麵包為基底，烘焙製作，配上果醬，紋路繽紛。

### 台東
封仔餅為台東特色。早期台東地屬於台灣後山，每到中秋時節，在地的糕餅業者會製作豆沙餡餅來應景，因地處落後的台東，無美麗高級的盒子可包裝，就以簡單的紅色紙來包裝，以10個包捲成一條狀因而得名「封仔餅」，成為特色。延用至今，成為台東之伴手禮。

## 外島

### 澎湖：冬瓜糕
冬瓜糕以厚實的油酥皮，包裹著當地自產的甜而不膩的冬瓜醬，為澎湖名產。

### 金門
閩式燒餅以烘烤方式製成，層層酥皮包著青蔥豬後腿肉的內餡，鹹香酥脆。

### 馬祖
繼光餅的名稱由來，來自明朝武將戚繼光，當時將行軍乾糧做成餅狀，讓士兵以繩串起掛於胸前以利攜帶並食用。
蠣餅是馬祖特有的平價點心，通常是以現炸現賣的方式。食材方面，蠣餅的外皮是將在來米、黃豆磨成漿，舀少許將於圓鏟上，燒熱煎好後，放入碎肉、米粉、蚵等調味過的餡料，再蓋上漿液油炸。